# مؤتمر ميونخ للأمن
مؤتمر ميونخ للأمن (MSC؛ بالألمانية: Münchner Sicherheitskonferenz) هو مؤتمر سنوي حول السياسة الدولية للأمن يُعقد في مدينة ميونخ بولاية بافاريا في ألمانيا منذ عام 1963. كان يُعرف سابقًا باسم مؤتمر ميونخ حول السياسة الأمنية (بالألمانية: Münchner Konferenz für Sicherheitspolitik)، وشعاره هو: السلام من خلال الحوار. إنه أكبر تجمع من نوعه في العالم.
على مدى الأربعة عقود الماضية، أصبح مؤتمر ميونخ للأمن الأكثر أهمية كمنتدى مستقل لتبادل وجهات النظر بين صناع القرار في مجال سياسة الأمن الدولي. يجمع المؤتمر سنويًا حوالي 350 شخصية بارزة من أكثر من 70 دولة حول العالم للمشاركة في نقاش مكثف حول التحديات الأمنية الحالية والمستقبلية. يشمل قائمة الحضور رؤساء الدول والحكومات والمنظمات الدولية، والوزراء، وأعضاء البرلمان، وممثلي القوات المسلحة، والعلماء، والمجتمع المدني، والأعمال التجارية، ووسائل الإعلام المرموقة.
يقام المؤتمر سنويا في فبراير. المكان هو فندق بايريشر هوف في ميونيخ، بافاريا، ألمانيا.

## التاريخ

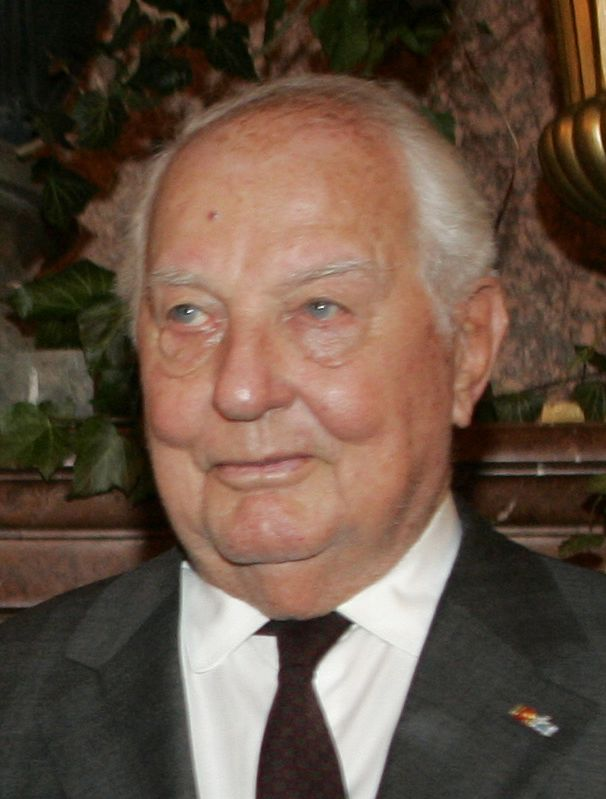
المؤسس إيفالد-هاينريش فون كلايست-شمنتسين.

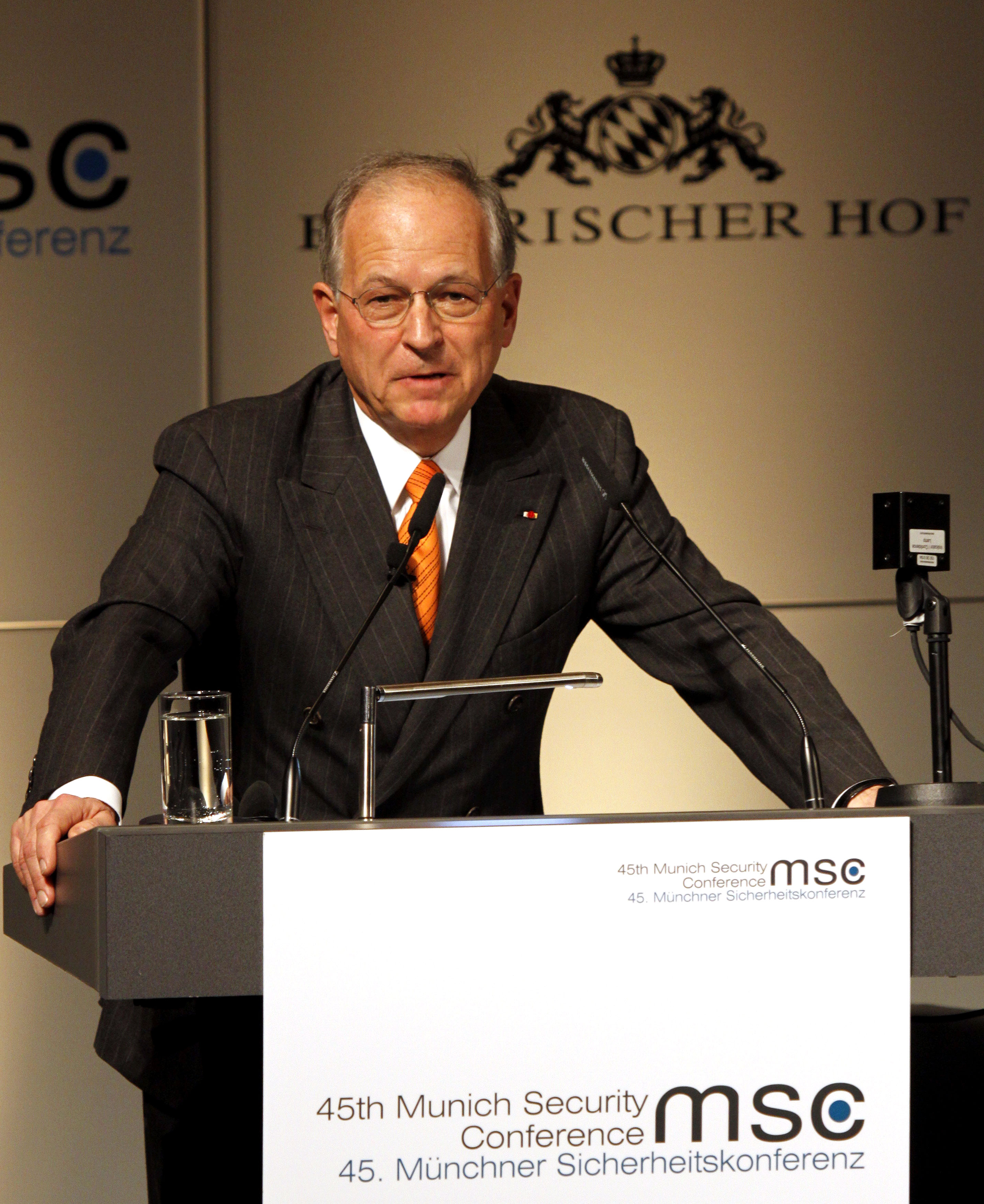
الرئيس من عام 2009 إلى عام 2022 هو فولفغانغ إيشينغر.

تطور المؤتمر من " مؤتمر ميونخ للدراسات العسكرية"، المؤسس عام 1963 بواسطة إيوالد فون كلايست. قام هذا المقاتل المقاوم من دائرة شتاوفنبرغ بالدعوة إلى منع الصراعات العسكرية مثل الحرب العالمية الثانية في المستقبل، وجمع القادة والخبراء في سياسة الأمن لهذا الغرض. كانت الاجتماع الأول محدودًا إلى حوالي 60 مشاركًا، وكان من بينهم هيلموت شميت وهنري كيسنجر. قاد فون كلايست الاجتماعات حتى عام 1997، وكان خلفه الذي قادها من عام 1999 حتى 2008 هو السياسي والمدير التنفيذي هورست تلتشيك.
منذ عام 2009، يرأس المؤتمر الدبلوماسي السابق فولفغانغ إيشينجر. أسس إيشينجر شركة "مؤتمر ميونخ للأمن ذ.م.م" كجمعية غير ربحية في عام 2011، وقادها حتى تولى كريستوف هوسجن المنصب في فبراير 2022. يشغل منصب نائب رئيس المؤتمر السفير بوريس روغ والدكتور بنيديكت فرانكه، الذي يشغل أيضًا منصب الرئيس التنفيذي.
في عام 2018، تم دمج الشركة في مؤسسة مؤتمر ميونخ للأمن، بتمويل من التبرعات التي قدمتها الحكومة الألمانية ومانحون كبار آخرون. زاد التمويل من أقل من مليون يورو من التمويل العام في عام 2008 إلى حوالي 10 مليون يورو من التمويل الشركاتي بشكل أساسي في عام 2022.
تم إلغاء مؤتمر ميونيخ للأمن مرتين، في عام 1991 بسبب حرب الخليج الأولى و 1997 نتيجة تقاعد كلايست شمينزين. فُتح مؤتمر الأمن تحت قيادة تيلتشيك في عام 1999 للزعماء السياسيين والعسكريين ورجال الأعمال من وسط وشرق أوروبا بالإضافة إلى الهند واليابان وجمهورية الصين الشعبية.

## الغاية
في هذا المؤتمر، تحت شعار السلام من خلال الحوار، تتم دعوة كبار السياسيين والدبلوماسيين والخبراء العسكريين والأمنيين من الدول الأعضاء في حلف شمال الأطلسي والاتحاد الأوروبي، وحتى من دول أخرى مثل الصين، الهند، إيران، اليابان وروسيا . لمناقشة القضايا الراهنة في السياسة الأمنية والدفاعية.
الهدف من المؤتمر هو معالجة القضايا الأمنية الرئيسية ومناقشة وتحليل التحديات الأمنية الرئيسية في الوقت الحاضر و المستقبل بما يتماشى مع مفهوم الأمن المتصل. ويتمحور المؤتمر حول مناقشة وتبادل وجهات النظر بشأن تطور العلاقات عبر المحيط الأطلسي وكذلك الأمن الأوروبي والعالمي في القرن الواحد والعشرين.
يُنظم المؤتمر بشكل خاص وبالتالي ليس حدثًا حكوميًا رسميًا. يُستخدم حصرًا للنقاش؛ حيث لا توجد تفويضات لاتخاذ قرارات بين الحكومات بشكل ملزم. علاوة على ذلك، فإنه - على عكس التقاليد العادية - لا يوجد بيان مشترك نهائي. يُستخدم الاجتماع على مستوى عال لمناقشات خلفية خاصة بين المشاركين. يُشكل استثناءً عرض القرارات السياسية العالمية، مثل تبادل أدوات التصديق لمعاهدة ستارت الجديدة لنزع السلاح بين الولايات المتحدة وروسيا، والتي جرت في ختام المؤتمر الأمني في عام 2011.

## المؤتمرات

### مؤتمر 2003
في المؤتمر التاسع والثلاثين سنة 2003، شكك وزير الخارجية الألماني حينها يوشكا فيشر في منطق حكومة الولايات المتحدة الأمريكية لشن حرب ضد العراق بقوله "عفوا، أنا غير مقتنع".

### مؤتمر 2007
انظر خطاب ميونيخ لفلاديمير بوتين .

### مؤتمر 2009
حضر المؤتمر الخامس والأربعين  أكثر من 50 وزيرًا وأكثر من اثني عشر رئيس دولة وحكومة من جميع أنحاء العالم، بما في ذلك نائب الرئيس الأمريكي جو بايدن ، والرئيس الفرنسي نيكولا ساركوزي. والمستشارة الألمانية أنجيلا ميركل ورئيس الوزراء البولندي دونالد تاسك والرئيس الأفغاني حامد كرزاي .
في عام 2009، أطلق مؤتمر ميونخ للأمن جائزة إيفالد فون كلايست. تسلط الجائزة الجديدة الضوء على الحياة السياسية وعمل مؤسس مؤتمر ميونيخ للأمن. سيتم منح الجائزة للأفراد البارزين الذين قدموا مساهمة بارزة في السلام وحل النزاعات. فاز بالجائزة الدكتور هنري كيسنجر عام 2009 وخافيير سولانا دي مادارياجا عام 2010. أيضًا في عام 2009، بدأ المؤتمر بتنظيم تنسيقات للاجتماع الأساسي لمؤتمر ميونخ للأمن. تم تقديم هذا الحدث الجديد والأصغر حجمًا بالإضافة إلى الاجتماع السنوي الرئيسي لمؤتمر ميونيخ للأمن في ميونيخ. وتتمثل الفكرة في دعوة عدد من المشاركين المتميزين ورفيعي المستوى إلى العواصم المتغيرة ومنحهم الفرصة لمناقشة قضايا السياسة الأمنية الدولية الحالية بشكل سري وتطوير حلول مستدامة. عقدت الاجتماعات في عام 2009 في واشنطن العاصمة، عام 2010 في موسكو، وفي عام 2011 في بكين.

### مؤتمر 2011
انعقد المؤتمر السابع والأربعون  في الفترة من 4 إلى 6 فبراير وضم صناع القرار رفيعي المستوى من جميع أنحاء العالم، بما في ذلك الأمين العام للأمم المتحدة بان كي مون ، رئيس الوزراء البريطاني ديفيد كاميرون ،المستشارة الألمانية أنجيلا ميركل، ووزيرة الخارجية الأمريكية هيلاري كلينتون ووزير الخارجية الروسي سيرغي لافروف، تم استبعاد بيلاروسيا من دائرة المشاركين بسبب وضع حقوق الإنسان في البلاد.

### مؤتمر 2012

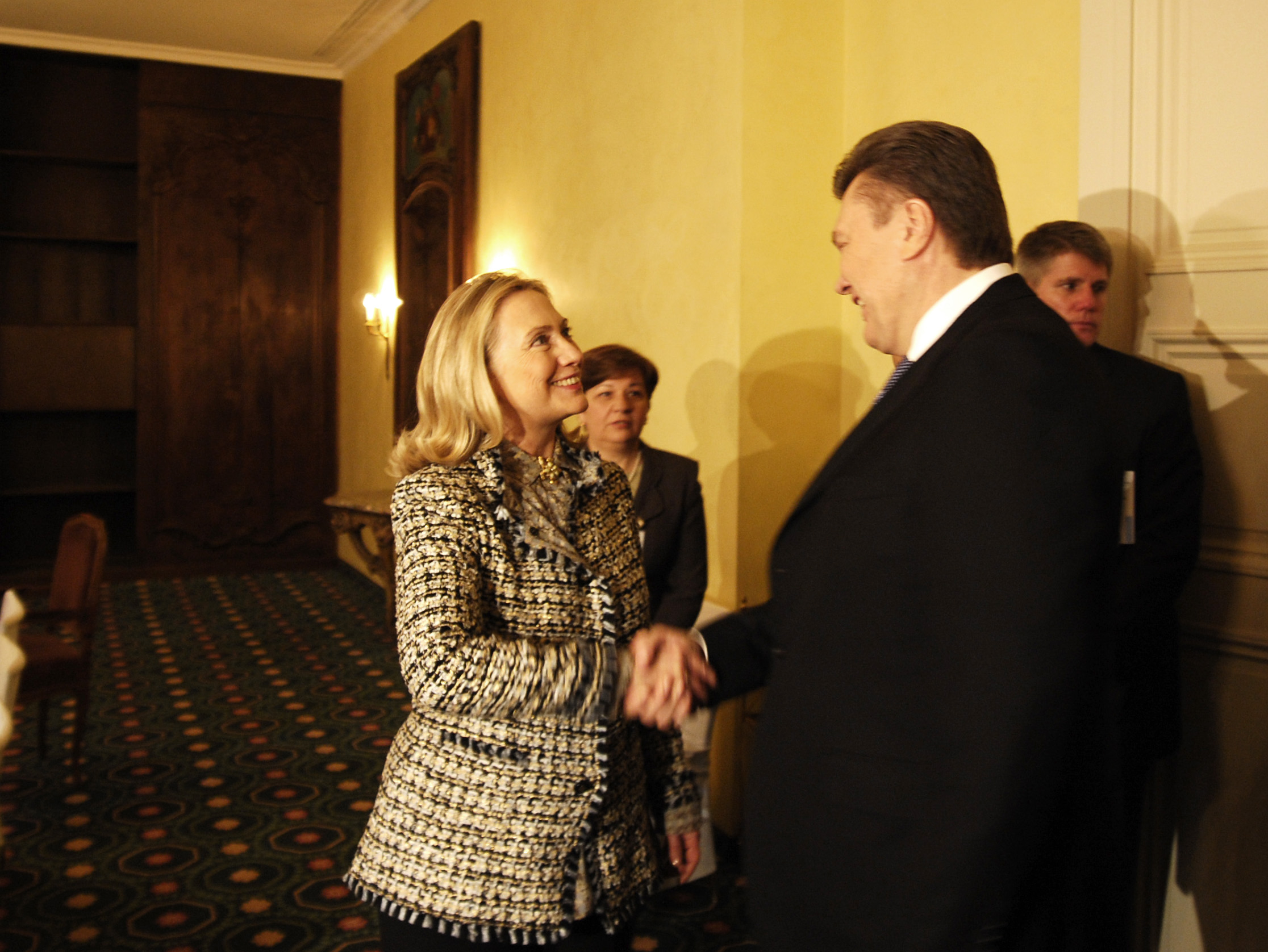
الرئيس الأوكراني فيكتور يانوكوفيتش يلتقي هيلاري كلينتون في مؤتمر ميونيخ الأمني الثامن والأربعين في عام 2012.

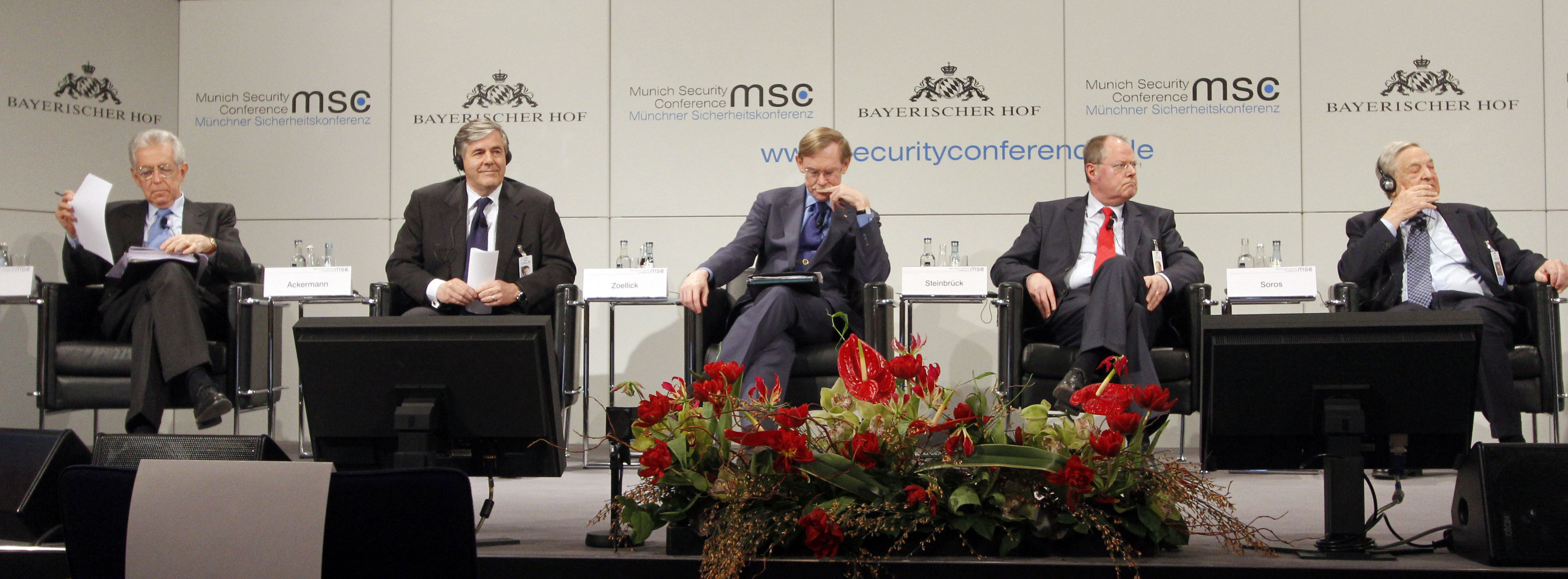
مؤتمر ميونخ للأمن الثامن والأربعون 2012: من اليسار - ماريو مونتي ، جوزيف أكرمان ، روبرت ب. زوليك ، بير شتاينبروك ، جورج سوروس

انعقد في الفترة من 2 إلى 5 فبراير 2012.

### مؤتمر 2013
انعقد المؤتمرالتاسع والأربعون في الفترة من 1 إلى 3 فبراير. وركز على أزمة الديون الأوروبية والعلاقات عبر الأطلسي ومناطق الأزمات في مالي والشرق الأوسط فضلا عن أمن الطاقة والإرهاب السيبراني .

### مؤتمر 2014
تم عقد المؤتمر الخمسون لمؤتمر ميونخ للأمن من 31 يناير إلى 2 فبراير 2014، حيث ركز على عدة قضايا من بينها الأحداث في الميدان الأوروبي، والتحديات الأمنية الجديدة، وتراجع أهمية أوروبا، وفضيحة التجسس من جانب وكالة الأمن القومي الأمريكية (NSA)، والتوطين السياسي في اليوغوسلافيا السابقة، إلى جانب الشرق الأوسط وبرنامج إيران النووي.

### مؤتمر 2015
أقيم المؤتمر الخمسون لمؤتمر ميونخ للأمن من 6 إلى 8 فبراير 2015، حيث شارك فيه أكثر من 400 مشارك دولي من نحو 80 دولة، بما في ذلك 20 رئيس دولة، و70 وزير خارجية ووزير دفاع، و30 رئيسًا تنفيذيًا لشركات كبيرة. ركزت المؤتمرات على الصراع في أوكرانيا، والمفاوضات النووية مع إيران، والحرب على الإرهاب، وكذلك أزمة اللاجئين العالمية.

### مؤتمر 2016
أُقيم مؤتمر ميونخ للأمن الـ52 من 12 إلى 14 فبراير 2016. شارك في الحدث 600 ضيف دولي، بما في ذلك 30 رئيس دولة، و70 وزيرًا للشؤون الخارجية والدفاع، ومديرين لوكالات المخابرات المختلفة، و700 صحفي من 48 دولة. كانت محاور المؤتمرات تركز على الصراع بين حلف شمال الأطلسي والاتحاد الروسي، وسوريا ومكافحة تنظيم داعش، والوضع في الشرق الأوسط، ومستقبل حلف شمال الأطلسي، وبرنامج كوريا الشمالية النووي، وخدمات المخابرات، وجائزة إيفالد فون كلايست لعام 2016، والوضع في أفريقيا، بالإضافة إلى أزمة اللاجئين المستمرة.

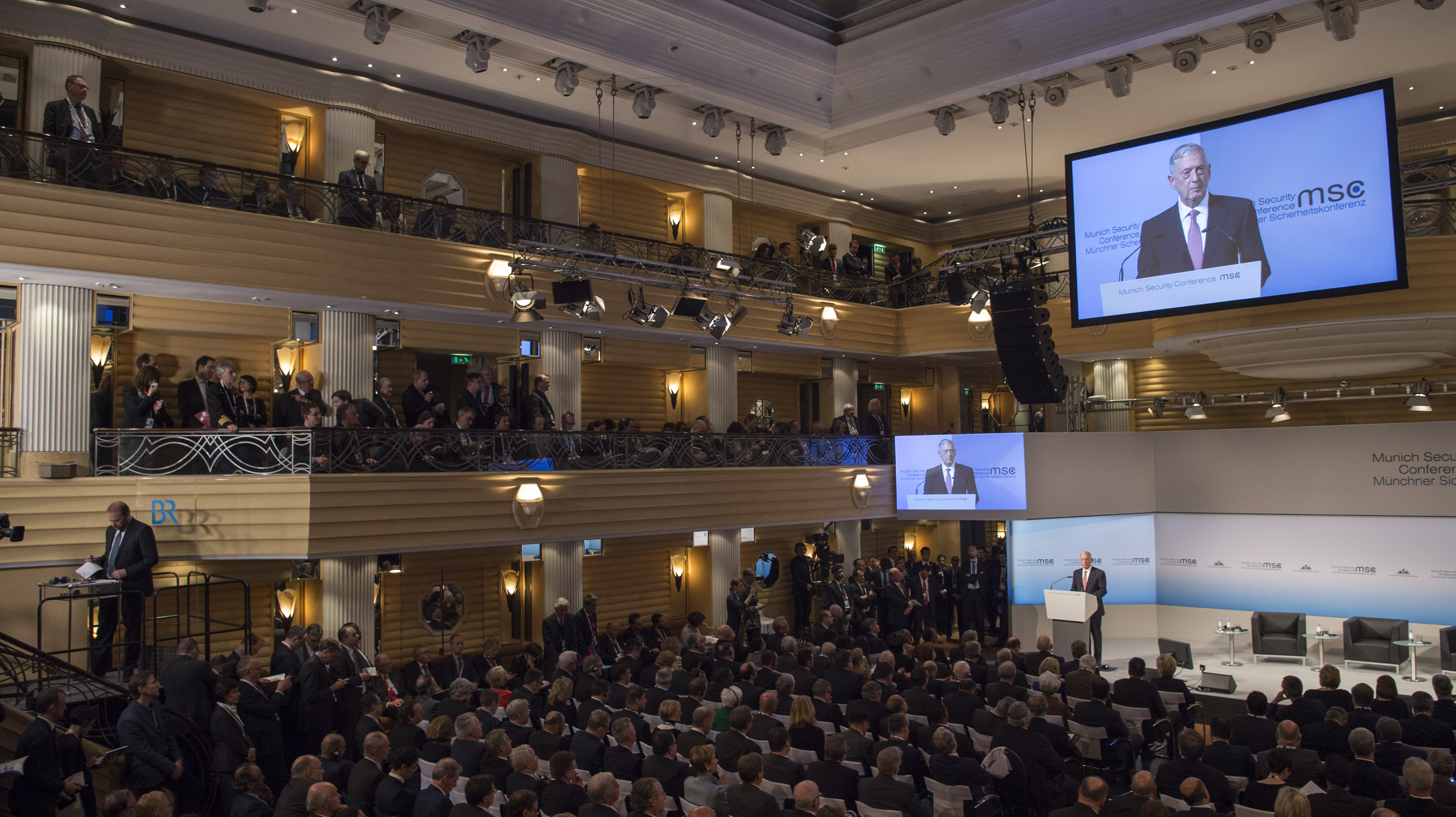
مؤتمر ميونخ للأمن الثالث والخمسون 2017

انعقد المؤتمر الثالث والخمسون في الفترة من 17 إلى 19 فبراير 2017 مع إجمالي 680 مشاركًا،  من بينهم 30 رئيس دولة وحكومة، وما يقرب من 60 ممثلًا للمنظمات الدولية و65 من كبار قادة الأعمال،  كان هذا أكبر مؤتمر حتى تاريخه. وكان من بين الضيوف والمتحدثين البارزين الأمين العام للأمم المتحدة أنطونيو غوتيريس ، ونائب الرئيس الأمريكي مايك بنس ، ووزير الدفاع الأمريكي جيمس ماتيس ، ووزير الخارجية الروسي سيرجي لافروف ، وفيديريكا موجيريني ، ودونالد تاسك ، ووزير الخارجية الصيني وانغ يي . كان هناك أيضًا 700 صحفي معتمد للحدث. بالإضافة إلى الأحداث الرئيسية للمؤتمر الأمني، جرت 1,350 اجتماعًا ثنائيًا بين المشاركين في مؤتمر ميونخ للأمن والوفود. ركزت المؤتمرات على مستقبل الاتحاد الأوروبي وحلف شمال الأطلسي والغرب، وسياسة الصين الخارجية، والمخاطر الصحية العالمية، ومكافحة الإرهاب، والشرق الأوسط وإيران، بالإضافة إلى السياسة الخارجية الأمريكية تجاه روسيا.

### مؤتمر 2018
انعقد مؤتمر ميونيخ للأمن الرابع والخمسين في الفترة من 16 إلى 18 فبراير 2018 في فندق بيريشر هوف في ميونخ.

### مؤتمر 2019
انعقد مؤتمر ميونخ للأمن الخامس والخمسين (MSC 2019) في الفترة من 15 إلى 17 فبراير 2019 في فندق بيريشر هوف في ميونخ.

### مؤتمر 2020
انعقد مؤتمر ميونيخ الأمني السادس والخمسون في الفترة من 14 إلى 16 فبراير 2020 في فندق بيريشر هوف في ميونخ. وكان أكثر من 500 مشاركًا من رؤساء دول وحكومات من 35 دولة. ألزم جو بايدن نفسه بنبرة جديدة من واشنطن على الساحة السياسية العالمية ووعد: "سوف نعود".

### مؤتمر 2021

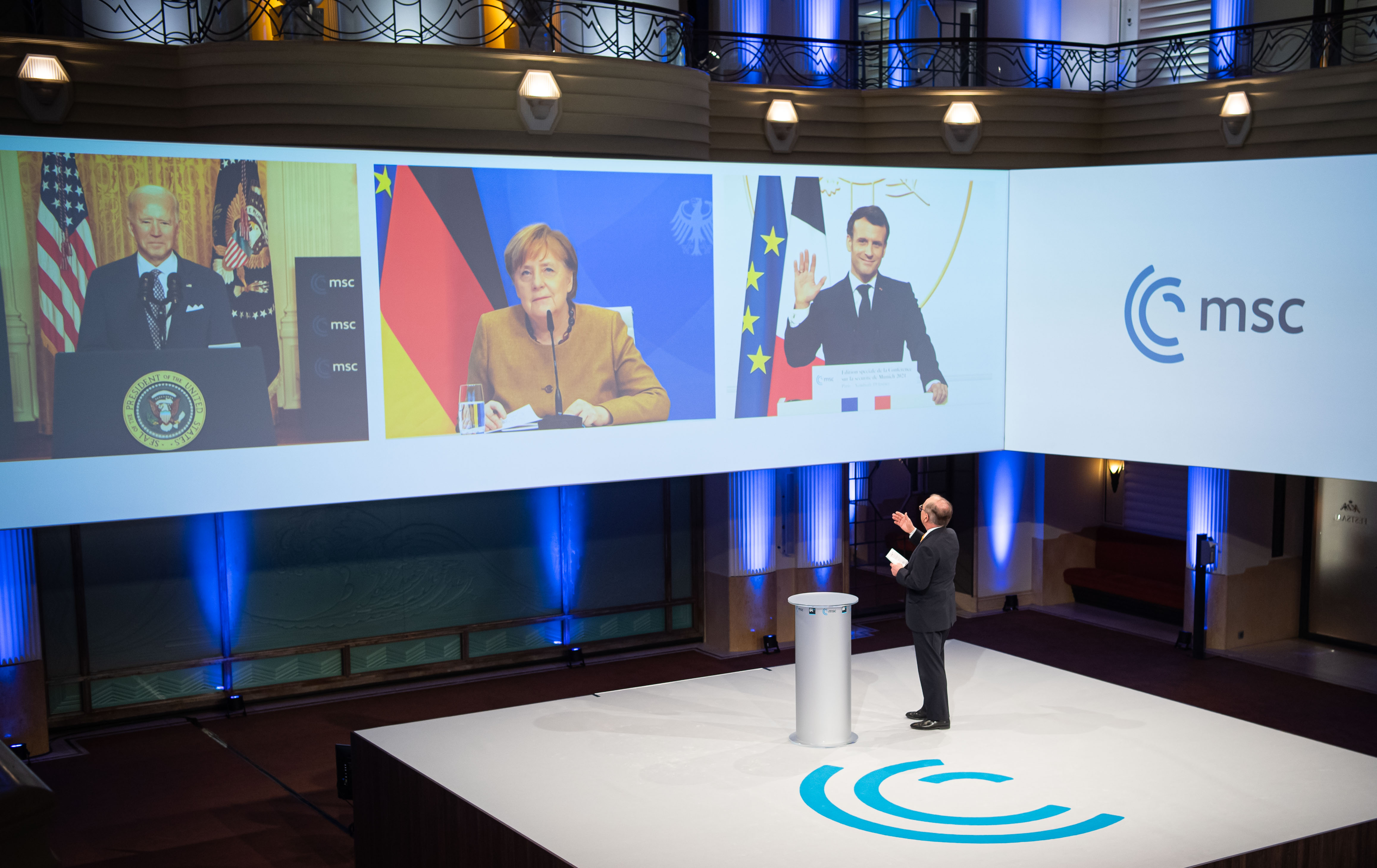
جو بايدن وأنجيلا ميركل وإيمانويل ماكرون قبل إلقاء كلماتهم في نسخة ميونيخ الخاصة 2021

انعقد مؤتمر ميونيخ الأمني السابع والخمسون في 19 فبراير في شكل مؤتمر افتراضي عبر الإنترنت، بسبب وباء كوفيد-19 المستمر. وتحدث في هذا المؤتمر رئيس الوزراء البريطاني بوريس جونسون ،الرئيس الفرنسي إيمانويل ماكرون، الرئيس الأمريكي جو بايدن والمستشارة الألمانية أنجيلا ميركل، الذين أعلنوا أن "أمريكا عادت".

### مؤتمر 2022
عُقد المؤتمر الثامن والخمسون في الفترة من 18 إلى 20 فبراير 2022. وكان الشعار " قلب المد - التخلص من العجز ". وقد حضر المؤتمر أكثر من 30 رئيس دولة و100 وزير ورؤساء العديد من المنظمات الدولية الأكثر أهمية مثل حلف شمال الأطلسي والاتحاد الأوروبي والأمم المتحدة . عُقد هذا المؤتمر على نطاق أصغر من المعتاد بسبب جائحة كوفيد-19  وهيمنت عليه إلى حد كبير المحادثات حول تصعيد الأزمة الروسية الأوكرانية .

### مؤتمر 2023

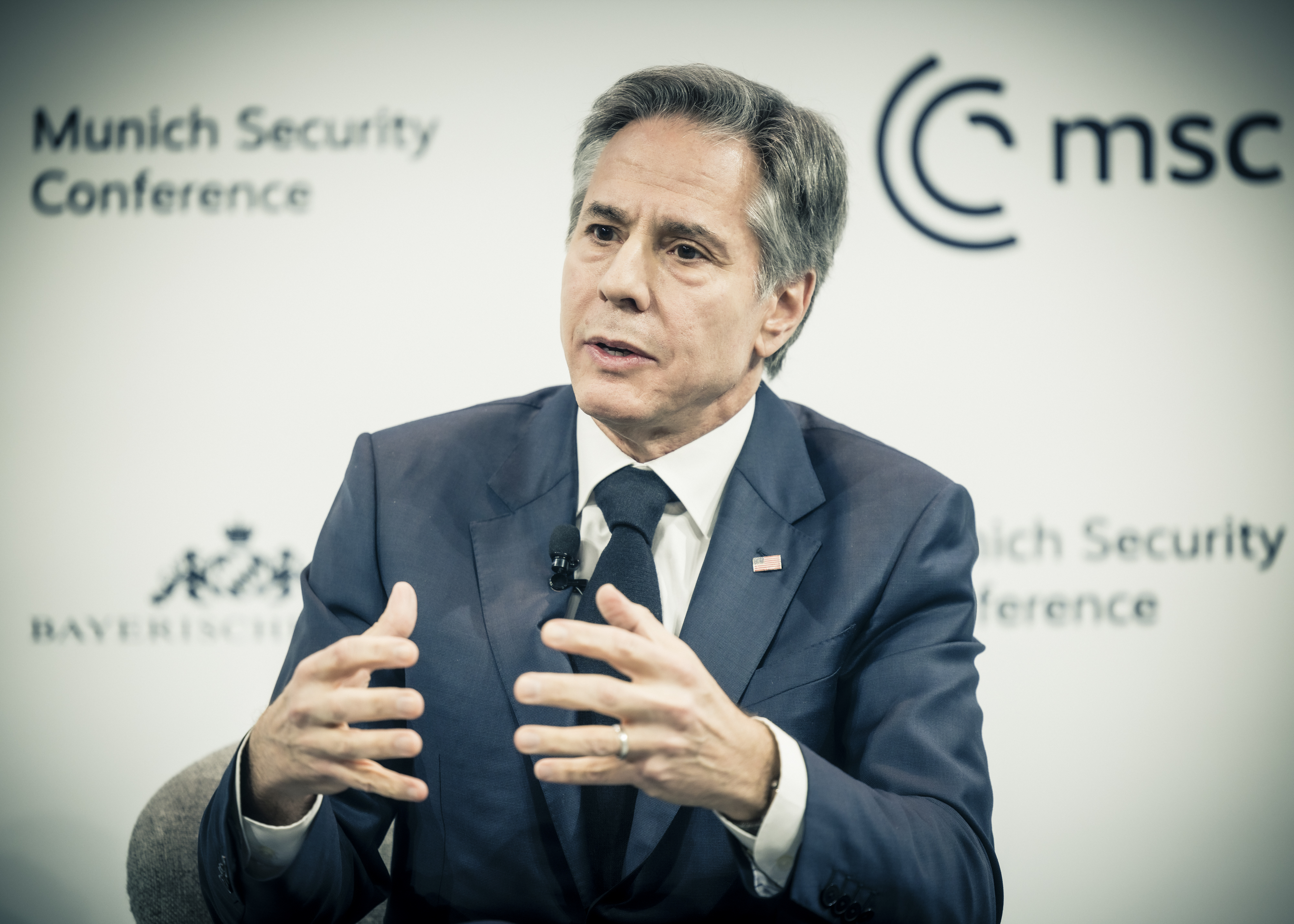
أنتوني بلينكن (وزير خارجية الولايات المتحدة الأمريكية) يحضر حلقة النقاش "كاملة وحرة وتعيش في سلام: رؤى لأوكرانيا" على المسرح الرئيسي لمؤتمر ميونيخ للأمن التاسع والخمسين في عام 2023

انعقد مؤتمر MSC التاسع والخمسين في الفترة من 17 إلى 19 فبراير 2023. الشعار الشامل "رؤية جديدة"، وهو أيضًا عنوان التقرير الذي تم نشره استعدادًا للمؤتمر. دعا المؤتمر إلى رؤى مشتركة جديدة للنظام الدولي والتعاون المحتمل رغم التحديات الجيوسياسية. شارك ممثلون من جميع أنحاء العالم،  من بينهم: كامالا هاريس ، أنتوني بلينكن ، ريشي سوناك ، إيمانويل ماكرون ، أولاف شولتز ، أنالينا بيربوك ، بوريس بيستوريوس ، أورسولا فون دير لاين ، ينس ستولتنبرغ ، وانغ يي ، أندريه دودا ، فرانسيا . ماركيز وكاجا كالاس ونانا أكوفو أدو وفولوديمير زيلينسكي (افتراضيًا).
كانت الحرب في أوكرانيا وتأثيرها محور معظم المناقشات. وبالإضافة إلى ذلك، تمت مناقشة مجموعة واسعة من قضايا السياسة الأمنية. كان أحد الاهتمامات الرئيسية للرئيس الجديد، كريستوف هيوسجن، هي إدراج ما يسمى بالجنوب العالمي بشكل أكبر في المؤتمر. ومن بين القضايا الشاملة الأخرى تغير المناخ وانعدام الأمن الغذائي وأمن الطاقة، بالإضافة إلى المواضيع الإقليمية والمتعلقة بكل بلد، بما في ذلك إيران والقرن الأفريقي وروسيا.

### مؤتمر 2024

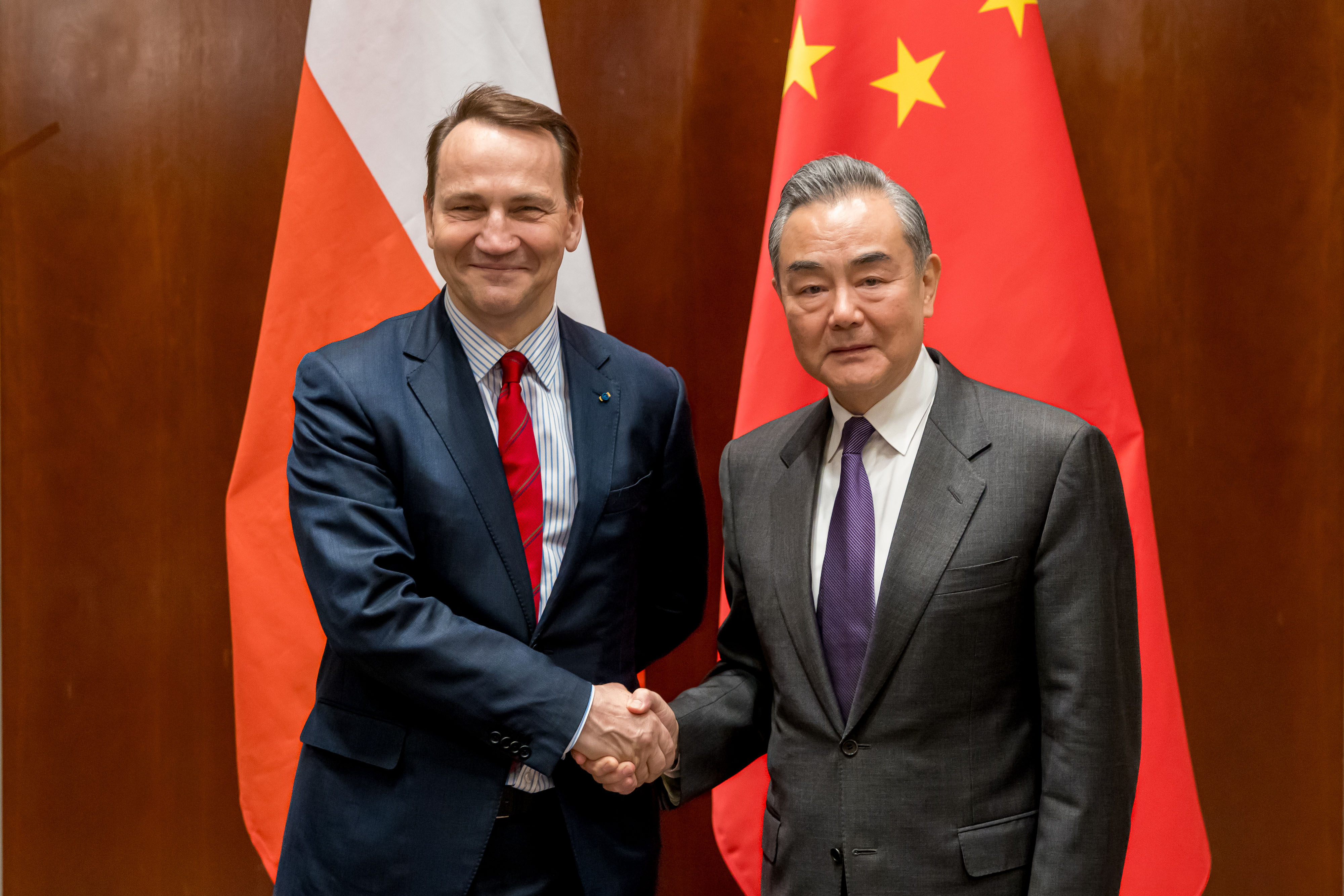
وزير الخارجية البولندي رادوسلاف سيكورسكي مع وزير الخارجية الصيني وانغ يي في مؤتمر ميونيخ الأمني الستين في عام 2024

انعقد مؤتمر ميونيخ الأمني الستين في الفترة من 16 إلى 18 فبراير 2024. كما أشار شعار "خسارة-خسارة؟"،  عنوان تقرير ميونيخ الأمني،  إلى الحاجة لإعادة تشكيل النظام العالمي لصالح الجميع كبديل شامل للديناميكيات المتنامية للعزلية التي تؤدي إلى "الخسارة المتبادلة"  وعلى الرغم من النقاش في ميونخ، يبدو أن تنفيذ مقترحات الإصلاح يتطلب إرادة سياسية أكبر.
وحضر المؤتمر ما يقرب 1000 مشارك من 109 دولة، من بينهم 45 رئيس ورئيس حكومة. وفي الفعاليات الرئيسية الستين، كان أكثر من ربع المتحدثين يمثلون بلدان الجنوب العالمي . واستضافت المنظمات العامة والخاصة أكثر من 200 حدث جانبي.

### مؤتمر 2025
عُقد مؤتمر ميونخ للأمن في نسخته الـ61 في الفترة من 14 إلى 16 فبراير 2025. وبحسب تقرير ميونخ للأمن 2025 الذي نُشر مسبقًا، فقد كان شعار المؤتمر "تعدد الأقطاب"، في تلخيص للتغيرات والتحديات العالمية الراهنة. وقد أثارت سلسلة من التصريحات الأمريكية في المؤتمر جدلاً واضطرابًا بين السياسيين الأوروبيين الحاضرين.
انتقد نائب الرئيس الأمريكي جي. دي. فانس منظمي مؤتمر ميونخ للأمن بسبب "حظر مشاركة مشرعين يمثلون أحزابًا شعبوية من اليمين واليسار في هذه النقاشات"، وذلك في خطاب ألقاه خلال المؤتمر، مضيفًا: "لسنا مضطرين إلى الاتفاق مع كل ما يقوله الناس أو مع أي شيء على الإطلاق. لكن عندما يمثل قادة سياسيون قاعدة انتخابية مهمة، فإنه يتعين علينا على الأقل الدخول في حوار معهم". وقد واجهت تصريحاته بشأن أن حرية التعبير في أوروبا "تراجعت" رفضًا من بعض المسؤولين الأوروبيين، مثل المستشار أولاف شولتس، وزعيم المعارضة والمستشار المستقبلي فريدريش ميرتس، ونائب المستشار روبرت هابيك، ووزيرة الخارجية أنالينا بيربوك، والذين يمثلون مجتمعين ثلاثة أحزاب سياسية. أما ماري-أغنيس شتراك-تسيمرمان من الحزب الديمقراطي الحر (الوسطي اليميني) فقد وصفت خطاب فانس بأنه "انحطاط فكري غريب".
الشيخ أحمد عبد الله الصباح، رئيس الوزراء الكويتي، ترأس الوفد الكويتي إلى المؤتمر، الذي عقد في ميونخ في الفترة من 14 إلى 16 فبراير 2025. وقد أكّد التزام الكويت بالحفاظ على سياسة الحياد المتوازن وتعزيز قيم الحوار الدولي كسبيل لتحقيق السلام والأمن. وأوضح الشيخ أحمد أن الكويت ملتزمة بـ"الحياد الدبلوماسي" في النزاعات، وأنها تبني العلاقات الدولية على أساس متين من التوازن والإسهام في جهود الوساطة في الأزمات الإقليمية والدولية. كذلك شدّد على التزام الكويت بقيادة الجهود الإنسانية في المناطق المتضررة والعمل على الوساطة في حلّ النزاعات، ما يعكس دورها الفاعل والتنموي على الساحة العالمية.
عبد الله علي اليحيا، وزير الخارجية الكويتي، عقد اجتماعًا هامًا مع نظيره السعودي فيصل بن فرحان آل سعود على هامش المؤتمر. تناول اللقاء تعزيز العلاقات الثنائية، والتعاون في مجال الأمن الإقليمي، وسبل دعم الاستقرار التنموي في الخليج، مما جسّد الروح التعاونية بين البلدين ودور الكويت في دفع الموقف الخليجي الموحد.
وقد خلص المؤتمر إلى مجموعة من النتائج الرئيسية، من بينها ضرورة أن يقوم أعضاء حلف شمال الأطلسي (الناتو) الأوروبيون بزيادة إنفاقهم الدفاعي بشكل كبير، وأن يتحملوا المسؤولية الأساسية في تمويل الدعم العسكري لأوكرانيا بدلًا من الاعتماد على الولايات المتحدة. كما اتضح أن الولايات المتحدة وروسيا تسعيان للتفاوض حول اتفاق لإنهاء الحرب في أوكرانيا.

## نقد
نفت ماكنزي الشائعات والتكهنات حول تنظيمها للمؤتمر سرا نيابة عن المؤسسة، وكذلك دورها في التأثير على جدول أعمال المؤتمر والضيوف والفعاليات، والتي نُشرت في تقرير بوليتيكو.

## أنظر أيضا
- القضية الفلسطينية
- قائمة نزاعات الشرق الأوسط الحديثة
- علاقات دولية
- الأمن الدولي
- الأممية
- الامن النووي